# Électrofiltre

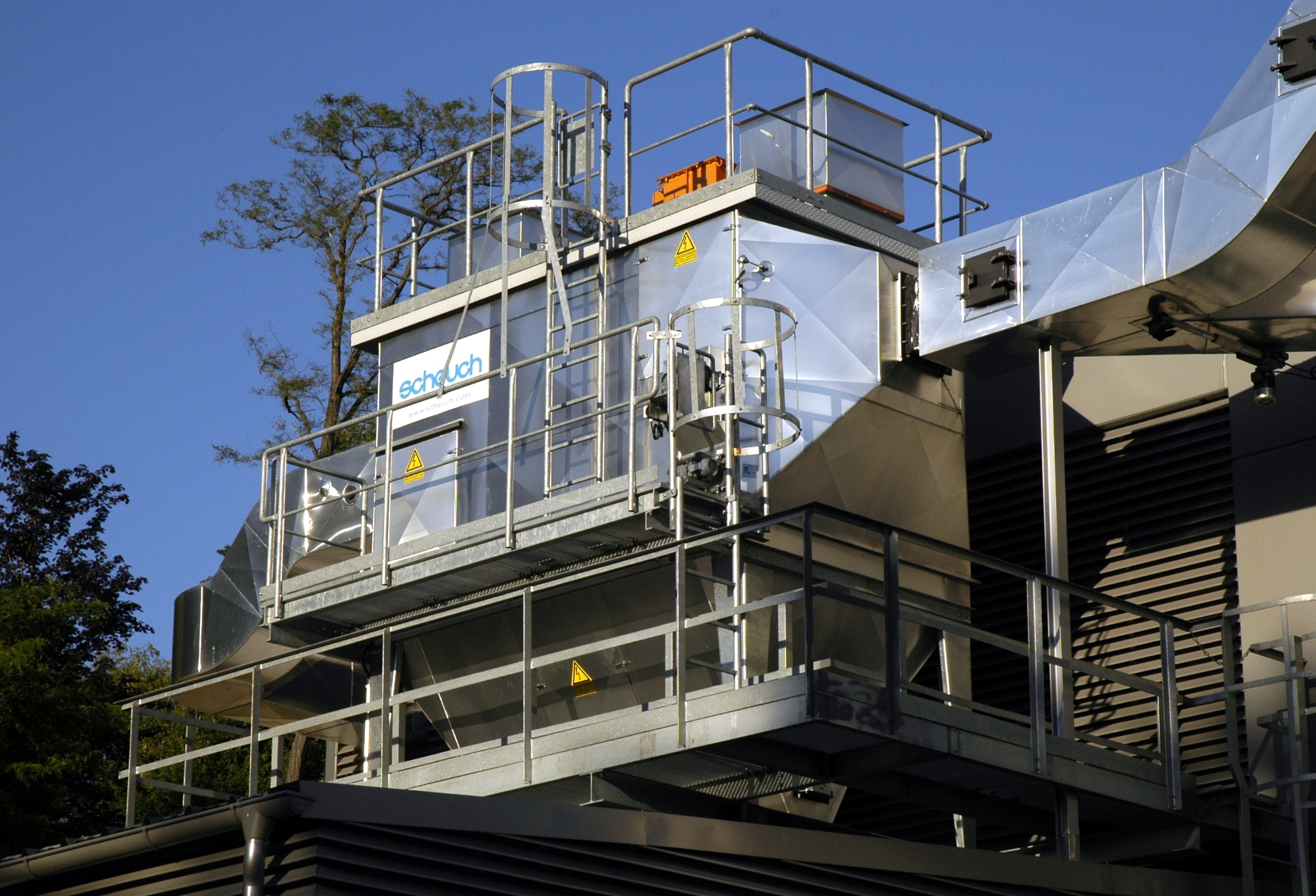
Électrofiltre d'une centrale de chauffage à la biomasse d'une puissance thermique de 2,2 MW

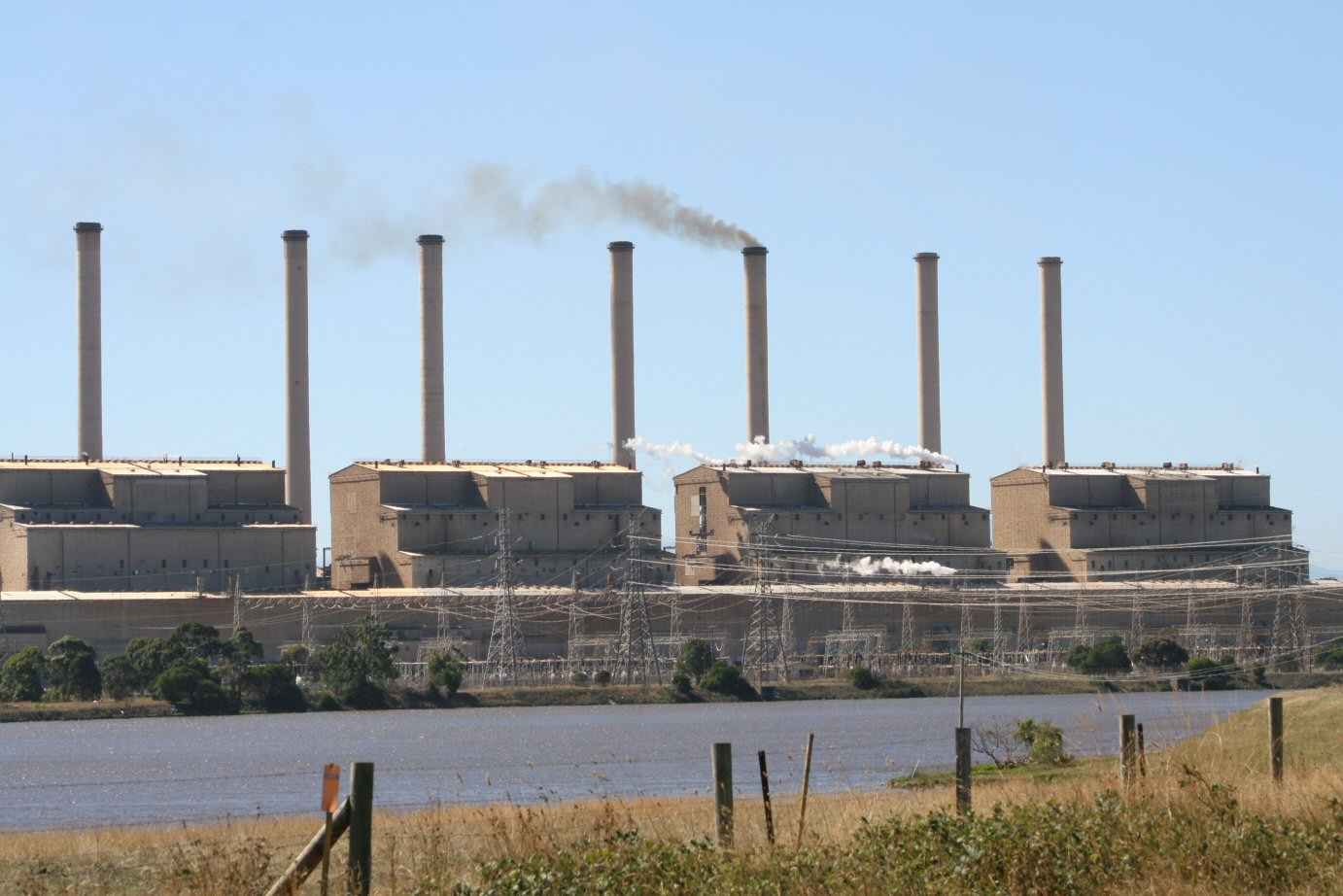
Centrale électrique à charbon. L’une des cheminées émet de la fumée brune en raison de l’arrêt d’un électrofiltre.

Un électrofiltre est un appareil qui utilise la force électrostatique pour séparer les particules solides d'un gaz. Son principe consiste à charger électriquement les particules en suspension en faisant passer le flux d’air dans une zone fortement ionisée puis à attirer ces particules chargées vers des plaques portées à un potentiel électrique de signe opposé (ou nul). 
Il s'agit souvent d'installations industrielles de dépoussiérage des fumées (centrale thermique, incinérateur de déchets, cimenterie, etc.) mais on trouve aussi des applications en chimie dans le traitement des gaz, dans les centrales de traitement de l’air de bâtiments tertiaires, ou dans des systèmes de dépoussiérage autonomes de type purificateur d’air.
L'appareil est également connu sous le terme de « séparateur électrostatique », de « filtre électrostatique » (appellation qui peut cependant désigner des technologies très différentes, mais qui est en usage au Canada), de « dépoussiéreur électrostatique » (DES) ou de « précipitateur électrostatique » (par calque du terme anglais).
Cette technologie de filtration a l’avantage d’offrir une grande capacité de stockage de particules, dans un filtre sans consommable (nettoyable), avec des pertes de charges aérauliques faibles (ce qui facilite son intégration dans des systèmes de traitement de l’air ou d’effluents industriels).

## Description
L'électrofiltre le plus simple consiste à faire passer l’air à travers un réseau de fils à très haute tension (anode), puis à laisser adhérer les particules chargées à des plaques (cathode) parallèles au flux. Il contient une ligne de fils très fins devant une pile de plaques métalliques, espacées généralement d'environ 1 cm à 40 cm. L'air passe entre les fils, puis entre les plaques.

Principe d'un électrofiltre. En vert, les particules sans charge statique ; en bleu, les particules chargées négativement après passage dans le réseau de fils à très haute tension (en bleu foncé) ; en violet, les particules chargées négativement sont "piégées" sur les plaques chargées positivement (en rouge).

Les aérosols  se chargent négativement en passant à proximité des fils : c'est l’étape de ionisation. Lorsque ces particules ionisées arrivent entre les plaques chargées positivement, elles sont attirées par elles du fait du champ électrique à proximité des plaques. Dans ce principe, il est souhaitable que les fils et les plaques soient aussi proches que possible, pour maximiser le champ électrique dans la zone fil-plaque (le champ électrique moyen étant nul entre les plaques portées au même potentiel électrique).
Un courant continu à haute tension charge les fils négativement et les plaques positivement, ce qui développe une différence de potentiel de 1 000 V à 150 000 V selon les applications.
Il existe des variantes de ce principe, consistant à séparer l’étage de ionisation de l’étage de filtration :
1. Dans le premier étage, les particules sont chargées électriquement ; la source d’ions peut prendre la forme de fils (comme dans le premier principe) ou de ioniseurs de type pointe (aiguilles métalliques ou fil de carbone notamment).
2. Dans le second étage, les plaques parallèles sont portées à des potentiels distincts deux à deux, de manière à induire un champ électrique élevé dans les zones inter-plaques. De cette manière, la force électrostatique subie par les aérosols et maximisée et la taille de la région où cette force est appliquée est maîtrisée et proche de la dimension des plaques.

Cette séparation des étages occupe plus d’espace et complique le système, mais permet une meilleure efficacité de filtration et une réduction des produits chimiques (l’ozone en particulier) formés par le plasma nécessaire à la formation des ions.
Les ioniseurs (fils ou pointes) sont portés à une haute tension constante de plusieurs milliers de Volts, ainsi que les plaques. Le champ électrique entre les plaques est typiquement de l’ordre de 1000 V/mm. 
Les particules adhèrant aux plaques peuvent être nettoyées de plusieurs manières, selon les applications :
- par gravité : elles tombent dans un collecteur[3] (par lavage, frappage ou vibration)
- par nettoyage manuel (par frottement mécanique ou lavage à l’eau)

Le gaz traité est couramment débarrassé de 90% à 99% des aérosols qu’il contenait, ce taux de filtration dépendant notamment de la vitesse du gaz traversant le système.